# 구로이타 가쓰미
구로이타 가쓰미(일본어: 黒板 勝美, 1874년 9월 3일~1946년 12월 21일)는 일본의 역사학자이다. 도쿄 제국대학 명예교수이며, 전공은 일본고대사, 일본고문서학이다. 호는 교신(虚心)이다.

## 생애
메이지 7년 9월 3일, 나가사키현 소노기군 시모하사미촌에서 옛 오무라번사 구로이타 요헤이의 맏아들로 태어났다. 오무라 중학교를 거쳐 구마모토의 제5고등학교에서 수학하였고, 메이지 29년(1896년) 7월에 제국대학 문과대학 국사과를 졸업하였다. 이어서 구로이타는 제국대학 국사과 대학원에 입학하였고, 그의 연구 테마는 고문서학이었다. 이때 선배인 시모무라 미요키치와 《징고문서》를 편찬하였고, 경제잡지사의 다구치 우키치 밑에서 《국사대계》 교정 작업에 참여했다. 또한 제국대학 문과대학 사료편찬계의 사료편찬사항 취조보조를 촉탁받았다.
메이지 34년(1901년), 정식으로 도쿄 제국대학 사료편찬원이 되었고, 이듬해 도쿄 제국대학 문과대학 강사에 위촉되었으며, 메이지 38년(1905년), 사료편찬관 겸 도쿄 제국대학 조교수가 되었다. 같은 해, 〈일본고문서양식론〉으로 도쿄 제국대학에서 문학박사 학위를 수여했다. 메이지 41년(1908년)부터 2년간 사비로 학술연구를 위해 유럽과 미국 등으로 출장하였고, 다이쇼 8년(1919년), 사료편찬관 겸 도쿄 제국대학 교수로 취임했다. 이듬해, 사료편찬관에서 물러나 교수 전임이 되었다.
쇼와 10년(1935년), 도쿄 제국대학 교수직에서 퇴임하여 명예교수 칭호를 받았다. 이듬해, 사적 조사 도중에 군마현 다카사키시에서 뇌일혈로 쓰러졌고, 10년 동안의 투병 끝에 쇼와 21년(1946) 도쿄도 시부야구의 자택에서 사망하였다.

## 같이 보기
- 조선사 편수회
- 이마니시 류
- 이나바 이와키치